# Michele Mirabella
Michele Mirabella (Bitonto, 7 luglio 1943) è un regista, attore, conduttore televisivo e radiofonico e autore televisivo italiano.

## Biografia
Trascorre l'infanzia tra Bitonto, Bari e Roma, dove la famiglia segue il padre, ufficiale dell'esercito.
Dopo la maturità classica, conseguita da privatista, s'iscrive a giurisprudenza all'Università degli Studi di Bari, ma un giorno, colpito dalla visione di una "ragazza dalla treccia bionda", come raccontato in un'intervista, per seguirla la raggiunge nelle aule della facoltà di lettere e filosofia. Ascolta una lezione di letteratura italiana su Machiavelli e ne rimane affascinato. Decide quindi d'iscriversi a quel corso di laurea e al Centro Universitario Teatrale di Bari, di cui diventerà il regista. Con una tesi sul teatro di Luigi Pirandello consegue poi la laurea in lettere con lode.

### Carriera
Nasce in teatro a Bari, come attore e regista di spettacoli di opere di Brecht, Shakespeare, Ruzante, Goldoni, Beckett e Buchner presso il Centro universitario teatrale. Nel 1970 entra nel teatro professionista, scritturato e socio nella compagnia del "Teatro Insieme" con Vincenzo De Toma, Ettore Conti, Marzia Ubaldi, e partecipa all'allestimento de I tre Moschettieri di Dumas-Planchon e Fuori della porta di Edith Bruck. Chiamato da Franco Enriquez, ne diventa l'aiuto regista e lavora alla messinscena del Macbeth di Shakespeare e Isabella comica gelosa di Enriquez-Pandolfi.
Nel 1972 è il regista di Notte di guerra al museo del Prado di Rafael Alberti, allestito dalla compagnia del CUT di Bari con Giorgio Aldini. Nel 1973 appare nel film Baba Yaga, opera seconda e ultima di Corrado Farina. Nella comparsata di circa un minuto impersona il protagonista di uno spot pubblicitario di un detersivo. Cura poi una serie di spettacoli improntati alla drammaturgia popolare, tra cui Jarche vasce e Aminue amare (in dialetto pugliese significano rispettivamente "arco basso" e "mandorle amare") con le attrici baresi Mariolina De Fano e Carmela Vincenti (nel 1974) e Don Pancrazio Cucuzziello di Altavilla con la compagnia "Puglia Teatro".
Appena trasferito a Roma, entra in Rai e lavora in radio firmando e conducendo trasmissioni radiofoniche come La luna nel pozzo (dal 1979 al 1981, in coppia con Ubaldo Lay). Da regista dirige allestimenti di prosa e programmi d'intrattenimento. Ottiene un grande successo televisivo con al suo fianco Toni Garrani, incontrato nel 1982 durante il programma Luna nuova all'antica italiana, con il quale conduce poi in radio La luna sul treno (1983), Ma che vuoi, la luna? (1984), Motonave Selenia (1985), Tra Scilla e Cariddi (1986-1989), trasmissione di satira (in onda al mattino tra un giornale radio e l'altro) su Rai Radio 2 e, ancora sulle stesse frequenze e in coppia con Toni Garrani, Italian Magazzino (1990-91), La luna di traverso (1994), Divertimento musicale per due corni e orchestra KV 522 (1996-97), Mirabella-Garrani 2000 Sciò (1997-98), Incenso, Mira... Bella e Garrani (1998).
Nel 1979, nel film SuperAndy - Il fratello brutto di Superman recitò da protagonista insieme a Gino Santercole e Andy Luotto.
Nel 1980 cura la regia de L'Onorevole di Sciascia, con la compagnia del Teatro Sud, protagonista Riccardo Cucciolla. Lo spettacolo va in scena in tutta Italia e a New York nel teatro della Accademia d'arte drammatica. Negli anni '80 collabora con "La nuova Opera dei burattini" diretta da Maria Signorelli. Per questa formazione dirige tre spettacoli, tra i quali Signori la marionetta! di Gordon Craig e L'inferno di Dante, di cui cura la riduzione e l'adattamento scenico. Entrambi coprodotti dal Teatro Stabile di Roma e proposti in un ciclo di recite dal Teatro della New York University. In quest'occasione tiene lezioni di italianistica della NYU su teatro e società in Italia.
Nel 1981 recita a fianco di Massimo Troisi nel film Ricomincio da tre, nel ruolo del nevrotico che accompagna Gaetano (Troisi) nella prima parte del viaggio. Sempre nel 1981 interpreta una piccola parte nel film ...e tu vivrai nel terrore! - L'aldilà di Lucio Fulci. Nel 1983 appare in un piccolo ruolo nel film Acqua e sapone di Carlo Verdone. In totale partecipa a più di una trentina di film. Nel 1983, in Fantozzi subisce ancora, interpreta il ruolo del ragionier Fonelli, collega di Fantozzi. Recita in film e sceneggiati per la televisione, tra i quali La spia del regime di Alberto Negrin, I racconti del Maresciallo, al fianco di Arnoldo Foà e Il furto della Gioconda di Renato Castellani, in cui interpreta il poeta Guillaume Apollinaire. Oltre settanta le regie di teatro di prosa. Tra gli autori inscenati Bertolt Brecht, Shakespeare, Goldoni, Ruzante, Alberti, Joppolo, Beckett, Shisgall, Manfridi, Mrozek, Poggiani, Churchill, Stefano Benni, Maurizio Micheli, Peppino De Filippo. 
Ha curato la regia di più di venti opere liriche di compositori tra i quali figurano Verdi, Donizetti, Rossini, Mascagni, Puccini, Traetta, Piccinni.
Con Enzo Garinei ha presentato L'Italia s'è desta, in onda su Rai 2 dal 28 dicembre 1987 al 17 giugno 1988 per ben 123 puntate (autore Ettore Desideri, regia di Giovanni Ribet), a cui partecipavano anche Gianni Ciardo, Carmela Vincenti, Manuela Romano, orchestra diretta da Federico Troiani. Nelle estati 1987 e 1988, in coppia con Toni Garrani, ha condotto su Rai 2 Aperto per ferie, trasmissione di cui entrambi sono anche autori. Nella seconda edizione ha condotto 23 puntate, dal 2 agosto al 9 settembre 1988, con Carmela Vincenti, Gianni Ciardo, Stefano Antonucci, Luca Damiani e Vittorio Viviani (regia di Giovanni Ribet). Nel 1990 ha scritto e condotto VedRai e ha firmato come autore la trasmissione di Raffaella Carrà Ricomincio da due e Ciao Week End con Magalli. Da regista e autore ha realizzato TGX, programma di satira e Stasera mi butto.
Nel 1993, sempre con Toni Garrani, si è ripresentato al pubblico televisivo per 15 minuti ogni giorno alle 20:20, dopo l'edizione principale del TG2, con Ventieventi, programma in cui i conduttori giocavano con gli spettatori da casa con le parole e le definizioni del vocabolario di lingua italiana. Nell'estate del 1995 ha condotto Tivvùcumprà. Nel 1996 è tornato in video su Rai 3 a dirigere La testata. Sempre nel 1996 ha proposto la rubrica di medicina Elisir, in onda sulla terza rete fino al 2017 e nuovamente dal 2020. 
Ha curato alcuni programmi di Rai Educational, tra cui Abbiccì - L'ha detto la tivvù (una ricerca sullo stato della lingua italiana ai nostri giorni, realizzata con la collaborazione del linguista Luca Serianni), La Storia siamo noi e Amor Roma, programma sulla lingua e la cultura latine. 
Dal 2006 al 2010 ha condotto il talk show del mattino di Rai 3 Cominciamo bene estate. Nel 2011 ha scritto e condotto A prescindere, sempre per Rai Tre, un programma quotidiano del mattino dedicato all'anniversario dell'Unità d'Italia. Dal 2012 conduce l'edizione quotidiana di Elisir.
Intensa la sua attività di regista lirico. Ha inscenato opere del Settecento italiano, tra cui quelle di Traetta, Piccinni, Duni e classici di cartellone come Manon Lescaut, Tosca, Lucia di Lammermoor. Dopo il successo ottenuto al Teatro Lirico di Cagliari nell'ottobre 2009 con Desirèe Rancatore e Celso Albelo, torna in scena con il suo Elisir d'amore di Donizetti, protagonisti Aleksandra Kurzak e Matteo Macchioni al Teatro Verdi di Salerno nel 2010; lo stesso spettacolo sarà riproposto nel 2015 al Teatro Petruzzelli di Bari . Nello stesso anno ha diretto con grande successo il Barbiere di Siviglia di G. Rossini, Cavalleria Rusticana di P. Mascagni, Tabarro di G. Puccini al Teatro Petruzzelli di Bari. A Savona, al Teatro Chiabrera, ha curato la regia del Don Pasquale di Donizetti. Nel 2013 è regista del Pipistrello di Strauss jr. al Teatro Massimo Bellini di Catania.
Dal 27 settembre 2010 a giugno 2012 ha condotto Apprescindere su Rai 3. Dal 22 ottobre 2012 conduce, sempre su Rai 3 dal lunedì al venerdì, Buongiorno Elisir.

### Vita privata
Mirabella è stato sposato una volta ma ora è separato; ha due figlie, Margherita e Marta; si professa cattolico.

### Insegnamento
Ha insegnato "Sociologia della comunicazione: teoria e tecniche" nella facoltà di Beni culturali dell'Università di Lecce e "Sociologia della comunicazione: teoria e tecniche dei mezzi di comunicazione di massa" presso l'Università di Bari. Ha insegnato presso la Libera Università IULM di Milano.
In tutti i suoi programmi è chiamato spesso "professor Mirabella", specie in Ventieventi con Toni Garrani, programma il cui protagonista era il vocabolario.
Ha pubblicato La lunga vita di Elisir per la Rai Eri, il saggio La più bella del villaggio, in cui raccoglie le sue lezioni accademiche del 1999-2000, Lo spettatore vitruviano per Armando Editore e da ultimo Cantami, o mouse per Mondadori (2011).
È stato il direttore artistico del Teatro Traetta di Bitonto e del Teatro Nuovo di Udine, tornando così al suo grande amore professionale. Ha diretto numerosi spettacoli di prosa, tra cui memorabile l'Anfitrione di Plauto al Teatro Greco di Siracusa, replicato in tutta Italia con grande successo. A gennaio 2008 in teatro ha curato la regia de L'Imbianchino bussa sempre due volte, portata in scena a Bari da Gianni Ciardo al teatro; Garibaldi amore mio con Maurizio Micheli e Non è vero, ma ci credo con la Compagnia diretta da Sebastiano Lomonaco.

## Filmografia

### Cinema
- Baba Yaga, regia di Corrado Farina (1973)
- Salvo d'Acquisto, regia di Romolo Guerrieri (1975)
- Bordella, regia di Pupi Avati (1976)
- Tutti defunti... tranne i morti, regia di Pupi Avati (1977)
- Switch, regia di Giuseppe Colizzi (1978)
- SuperAndy - Il fratello brutto di Superman, regia di Paolo Bianchini (1979)
- Odio le bionde, regia di Giorgio Capitani (1980)
- Ricomincio da tre, regia di Massimo Troisi (1981)
- ...e tu vivrai nel terrore! - L'aldilà, regia di Lucio Fulci (1981)
- Grog, regia di Francesco Laudadio (1982)
- Acqua e sapone, regia di Carlo Verdone (1983)
- Thunder, regia di Fabrizio De Angelis (1983)
- Fantozzi subisce ancora, regia di Neri Parenti (1983)
- Vediamoci chiaro, regia di Luciano Salce (1984)
- Dèmoni 2... L'incubo ritorna, regia di Lamberto Bava (1986)
- Troppo forte, regia di Carlo Verdone (1986)
- Topo Galileo, regia di Francesco Laudadio (1987)
- Ladri di futuro, regia di Enzo De Caro (1991)
- La cattedra, regia di Michele Sordillo (1991)
- Non chiamarmi Omar, regia di Sergio Staino (1992)
- La voce di Fantozzi, regia di Mario Sesti - sé stesso (2017)
- Percoco - Il primo mostro d'Italia, regia di Pierluigi Ferrandini (2023)

### Televisione
- Spia - Il caso Philby, regia di Gian Pietro Calasso – miniserie TV (1977)
- Il furto della Gioconda, regia di Renato Castellani – miniserie TV (1978)
- I racconti del maresciallo, regia di Giovanni Soldati – miniserie TV, episodio 2 (1984)

## Televisione

### Conduzione
- L'Italia s'è desta (Rai 2, 1987)
- Aperto per ferie (Rai 2, 1987-1988)
- Il caso Sanremo (Rai 1, 1990)
- Venti e venti (Rai 2, 1993-1994)
- Uno, due, tre - Vela d'oro (Rai 1, 1993)
- Siamo alla frutta (Rai 2, 1994)
- Tivvùcumprà (Rai 3, 1995)
- Tenera è la notte (Rai 2, 1996)
- La testata (Rai 3, 1996)
- Elisir (Rai 3, 1996-2017, dal 2020)
- La partita del cuore (Rai 1, 1997)
- Cominciamo bene Estate (Rai 3, 2004-2010)
- Pronto Elisir (Rai 3, 2008-2012)
- Apprescindere (Rai 3, 2010-2012)
- Buongiorno Elisir (Rai 3, 2012-2013)
- Tutta salute (Rai 3, 2017-2020)
- Conta su di noi - Speciale AIRC (Rai 3, 2019)

### Regia
- TgX (Rai 2, 1990-1991)
- Ricomincio da due (Rai 2, 1990-1991)
- Ciao Weekend (Rai 2, 1991-1992)
- Stasera mi butto e tre (Rai 2, 1992)

## Radio

### Programmi radiofonici Rai
- La luna nel pozzo, Nuovi e vecchi almanacchi, canzoni e fogli volanti con Michele Mirabella e Ubaldo Lay, al piano Dino Siani 1980 - 1981
- Luna all'antica italiana, itinerario nella memoria e nell'immaginario con Michele Mirabella, orchestra di Luigi Zito a cura di Silvia Toso, regia di Guido Maria Compagnone 1982
- Tra Scilla e Cariddi, ponte di divagazione tra due scampati di e con Michele Mirabella e Toni Garrani, regia di Francesco Anzalone 1984 - 1985
- Italian magazzino s.r.l., a cura di Michele Mirabella e Toni Garrani, regia di Maurizio Ventriglia 1990 - 1991
- Riposare stanca, Vacanze mancate sull'onda della radio di Michele MIrabella e Monica Nannini, regia di Maurizio Ventriglia 1993
- La luna di traverso, di Michele Mirabella e Toni Garrani, a cura di Silvia Toso, regia di Maurizio Ventriglia 1994
- Divertimento musicale per due corni e orchestra, di Mirabella e Garrani, gennaio giugno 1997
- Life - Il weekend del benessere e della salute su Rai Radio 1

### Regia
- E..state con noi, con Domenico Matteucci e Fabrizio Trionfera, (estate 1977) su Radiouno

## Pubblicazioni
- La più bella del villaggio, Roma, Robin, 2003, ISBN 88-7371-023-9.
- Lo spettatore vitruviano: appunti per migliori visioni, Roma, Armando, 2011, ISBN 978-88-6081-799-0.
- Cantami, o mouse, Milano, Mondadori, 2011, ISBN 978-88-04-61302-2.
- Domani a memoria, Roma, Volume Audiobooks, 2018, ISBN 978-88-99833-13-8.

## Riconoscimenti
- Nel 2003 vince il Premio Cimitile nella sezione Giornalismo dedicata ad Antonio Ravel.
- Nel 2005 riceve il Premio Azzarita, a ricordo di Leonardo Azzarita, direttore dell'ANSA.